# Eriogonum heermannii
Eriogonum heermannii är en slideväxtart som beskrevs av Dur. & Hilg.. Eriogonum heermannii ingår i släktet Eriogonum och familjen slideväxter.

## Underarter
Arten delas in i följande underarter:
- E. h. argense
- E. h. clokeyi
- E. h. floccosum
- E. h. humilius
- E. h. occidentale
- E. h. subspinosum
- E. h. sulcatum